# Munkfisk
Munkfisk (Chromis chromis) är en fiskart som först beskrevs av Carl von Linné 1758.  Munkfisk ingår i släktet Chromis och familjen Pomacentridae. Inga underarter finns listade i Catalogue of Life.